# Theodor Melior

Generalleutnant Melior

Generalleutnant Melior, Kommandeur der 33. gemischten Ersatz-Brigade

Lübecker Liebesgaben-Abordnung beim Stabe der 81. Brigade-Ersatz-Bataillons: (von links nach rechts) Lt. Meier (Adjutant), Senator Lienau, Gen.-Lt. Melior, Rud. Köhn, Major Schaumann (Kdr. 81. Brigade-Ersatz-Bataillon), Oberltn. Lorenz

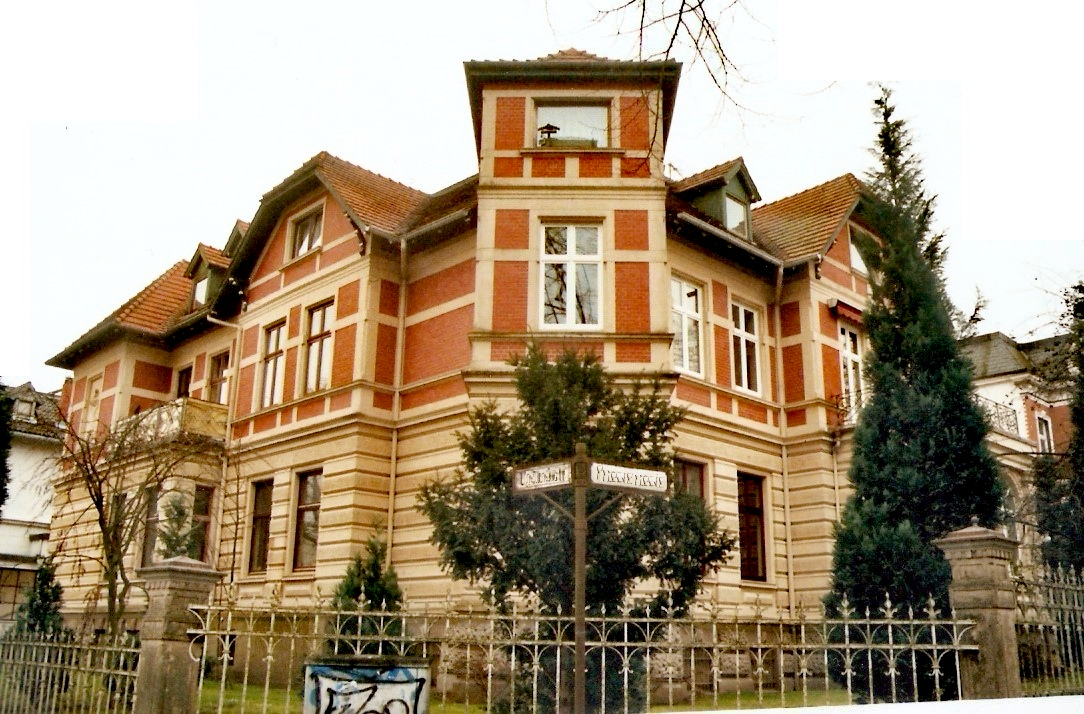
Meliors Alterswohnsitz zu Lübeck

Wilhelm Theodor Johann Melior (* 18. März 1853 in Schotten; † 17. April 1940 in Göttingen) war preußischer General der Infanterie.

## Leben

### Herkunft
Er war der Sohn von Karl Melior und dessen Ehefrau Elise, geborene Demmer. Sein Vater war Großherzoglich Hessischer Geheimer Oberkonsistorialrat und Geheimer Rat.

### Militärkarriere
Melior trat nach dem Abitur am 17. Juli 1870 als Freiwilliger in das 3. Infanterie-Regiment der Großherzoglich Hessischen Armee ein und nahm im gleichen Jahr während des Krieges gegen Frankreich an der Belagerung von Metz teil. Er wurde im Wintersemester 1869/70 Mitglied des Corps Hassia Darmstadt.
1871 wurde er zum Portepeefähnrich ernannt und trat im darauffolgenden Jahr in preußische Dienste. Am 9. März 1872 wurde er zum Sekondeleutnant befördert und diente vom 1. Juni 1874 bis 30. September 1878 als Bataillonsadjutant. Ab 1. April 1879 war Melior Adjutant des Landwehrbezirks Darmstadt II und wurde am 16. August 1881 unter Beförderung zum Premierleutnant in das 6. Brandenburgische Infanterie-Regiment Nr. 52 versetzt. Hier folgte vom 14. Juli 1882 bis 15. Oktober 1886 seine Verwendung als Regimentsadjutant, um dann unter Stellung à la suite als Adjutant zur 14. Infanterie-Brigade nach Halberstadt kommandiert zu werden. Unter Belassung in diesem Kommando am 14. April 1887 in das Infanterie-Regiment „von Manstein“ (Schleswigsches) Nr. 84 versetzt und am 14. Mai 1887 zum Hauptmann befördert, kam Melior am 17. April 1888 als Kompaniechef in das 1. Oberrheinische Infanterie-Regiment Nr. 97 nach Saarburg. Anschließend folgte Mitte Mai 1892 seine Versetzung in das Füsilier-Regiment „Prinz Heinrich von Preußen“ (Brandenburgisches) Nr. 35 nach Brandenburg. Seiner Beförderung zum Major am 12. September 1894 folgte am 4. April 1896 die Ernennung zum Bataillonskommandeur. Unter Beförderung zum Oberstleutnant kam Melior am 23. März 1901 zum Stab des Infanterie-Regiments „Prinz Louis Ferdinand von Preußen“ (2. Magdeburgisches) Nr. 27 nach Halberstadt. Als Oberst war er vom 26. April 1903 bis 10. September 1907 Kommandeur des Infanterie-Regiments „von Alvensleben“ (6. Brandenburgisches) Nr. 52 in Crossen. Daran schloss sich mit der Beförderung zum Generalmajor seine Ernennung zum Kommandeur der 81. Infanterie-Brigade in Lübeck an. Von diesem Posten wurde Melior am 21. März 1910 entbunden und anschließend unter Verleihung des Charakters als Generalleutnant mit Pension zur Disposition gestellt.
Er blieb in der Freien und Hansestadt Lübeck.
Mit Ausbruch des Ersten Weltkriegs wurde er reaktiviert und am 2. August 1914 zum Kommandeur der 33. gemischten Ersatz-Brigade ernannt. Nach der Auflösung dieser Brigade am 9. Juli 1915 erhielt Melior am 29. Juni 1916 das Kommando über eine nach ihm benannte Division, die am 25. November 1916 schließlich als 225. Infanterie-Division etatisiert wurde. Mit dem Großverband nahm Melior an den Kämpfen an der Ostfront teil. Am 20. November 1916 wurde ihm das Patent zu seinem Dienstgrad verliehen. Ende des Jahres gab Melior das Kommando ab und wurde am 14. Mai 1917 Kommandeur der an der Ostfront in Stellungskämpfen liegenden 92. Infanterie-Division. Nachdem an diesem Frontabschnitt im Dezember 1917 die Waffenruhe und der anschließende Waffenstillstand eingetreten war, beteiligte sich Melior ab Mitte Februar 1918 an den Kämpfen zur Unterstützung der Ukraine, die ab 22. Juni in der Besetzung des Landes mündete.
Nach Kriegsende führte Melior seine Division bis März 1919 in die Heimat zurück und wurde nach der Demobilisierung am 26. Mai 1919 verabschiedet. Mit Wirkung von diesem Tage erhielt er am 28. Oktober 1919 noch den Charakter als General der Infanterie.
Der an Blasenkrebs erkrankte Melior verstarb an Harnvergiftung.

### Familie
Er war mit Natalie, geborene von Oppermann († 1938) verheiratet. Noch während des Krieges verzog er am 15. Januar 1918 aus Lübeck nach Göttingen.

## Auszeichnungen
- Roter Adlerorden III. Klasse mit der Schleife[5]
- Kronenorden II. Klasse[5]
- Preußisches Dienstauszeichnungskreuz[5]
- Offizierskreuz des Bayerischen Militärverdienstordens[5]
- Ritterkreuz I. Klasse des Großherzoglich Hessischen Philippsordens
- Eisernes Kreuz (1914) II. und I. Klasse
- Lübecker Hanseatenkreuz am 3. November 1915[6]